# Syndicat
Ne doit pas être confondu avec Association syndicale.
Pour l’article homonyme, voir Le Syndicat.

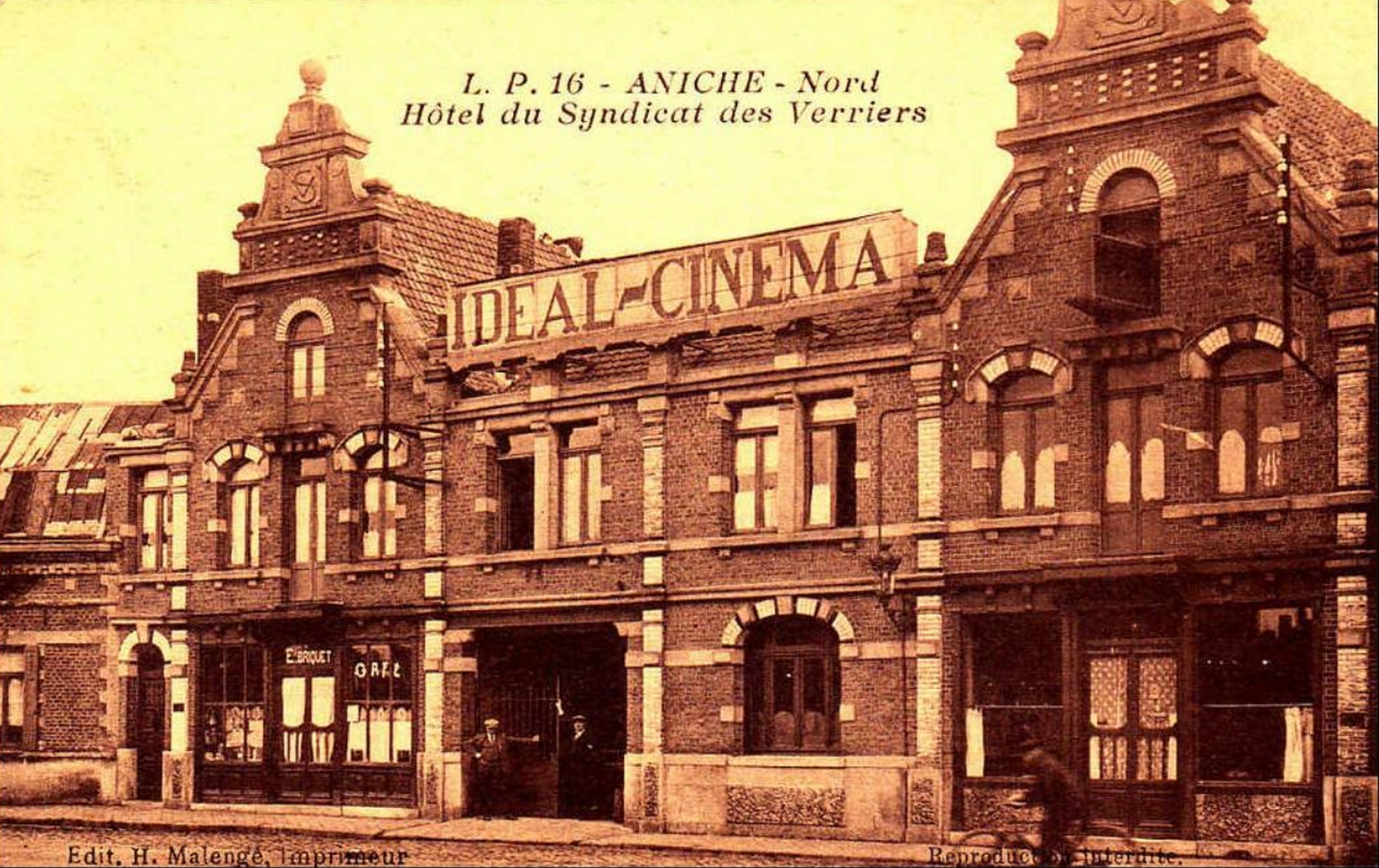
Hôtel du syndicat des verriers à Aniche dans le Nord (photographie du début du XXe siècle).

Un syndicat est un groupement de personnes physiques ou morales pour la défense ou la gestion d'intérêts communs.

## Histoire
Le terme syndicat vient du terme Syndic. Étymologiquement, le Syndic désigne historiquement d'abord une personne ayant à gérer la défense des intérêts communs d'une collectivité, puis une personne qui représente un groupe autre que le groupe municipal, un conseiller, un avocat. À l'origine, le syndic représente son groupe dans une action en justice. Dans ce contexte, le terme syndicat désigne la fonction jouée par le syndic, mais aussi le groupe représenté qui s'est aussi appelé chambre syndicale. Le mot syndicat a été formé avec deux racines : le radical grec σύν / sún, « avec », marque l'idée de réunion (comme dans sympathie, symphonie) ; la racine indo-européenne deik signifie « montrer », et donne en grec δίκη / díkê, « règle, droit, justice ». Les deux ensemble ont donné σύνδικος / súndikos, « assistant, défenseur », à l'origine des mots syndic et syndicat.
Le mot grec porte le fait de défendre quelqu'un en justice ou d'appartenir en commun. Le syndic, dans l'antiquité grecque correspond à un défenseur à l'occasion d'une action en justice.
Le mot latin syndicus décrit l'avocat et représentant d'une ville.
Le mot a été régulièrement utilisé dans le Midi de la France.
Le mot syndicat (graphié sindicat) entre dans le dictionnaire pour désigner l'activité en 1477 dans la ville de Foix constitué par la charge ou fonction de syndic,.
En 1514, un dictionnaire définit un syndicat comme association qui a pour objet la défense d'intérêts communs.
La découverte officielle de l'Amérique en 1492 et l'histoire du Québec vont conduire à une évolution sensiblement divergente de part et d'autre de l'Atlantique.

### Canada
Au Canada, la présence de syndicats est attestée au début du XIXe siècle, alors qu'au cours de la Guerre anglo-américaine de 1812, des artisans spécialisés des Maritimes ont mis en place une structure de lignée syndicale. Les syndicats deviennent légaux en 1872.

### France
En France, le terme a de nombreuses acceptions mais en raison de l'importance de la relation entre employeurs et employés (ouvriers et employés, techniciens, agents de maîtrise, ingénieurs et cadres), il désigne relativement souvent les organisations de défense de l'intérêt des salariés (ouvriers, employés ou cadres), souvent désignées sous le sigle « OS » (organisations syndicales) et protégées par le droit du travail, une législation particulière reconnaissant la liberté syndicale, et le droit de grève.
En 1730, un dictionnaire définit le syndicat comme une association qui a pour objet la défense d'intérêts professionnels.
Le syndicalisme s'inscrit dans la lignée des groupements corporatifs (métiers, compagnonnage…) des sociétés modernes et médiévales. Ces groupements sont interdits en 1791 par la loi Le Chapelier promulguée le 14 juin 1791, et subissent une répression opiniâtre lors de la première révolution industrielle. Mais en 1864, la loi Ollivier abolit le délit de coalition et reconnaît de fait le droit de grève. Les syndicats ne sont cependant légalisés que le 21 mars 1884 avec la loi Waldeck-Rousseau, qui comporte encore plusieurs restrictions. En particulier, le syndicalisme fut interdit dans la fonction publique. D'un point de vue légal, cette situation perdura jusqu'à la Libération. Toutefois le SNI fut fondé en 1920.
Le premier recensement des syndicats figure dans l'Annuaire des syndicats de 1889.
Entre-temps, il existe des syndicats de concile ou de paroisse, à la fin du dix-neuvième siècle.
De nos jours, la création de syndicats de salariés en France est codifiée par les articles L.2131-1 à L.2131-6 du Code du travail.
Selon plusieurs études, un taux élevé de syndicalisation permet de réduire les inégalités de revenus. Les organisations syndicales auraient tendance à privilégier des systèmes de rémunération fondés sur des critères objectifs, attachés aux emplois plutôt qu'aux individus, et à agir contre les discriminations. Selon le Fonds monétaire international (FMI), « en réduisant l’influence des salariés sur les décisions des entreprises », l’affaiblissement des syndicats a permis d’« augmenter la part des revenus constitués par les rémunérations de la haute direction et des actionnaires ».

### Suisse

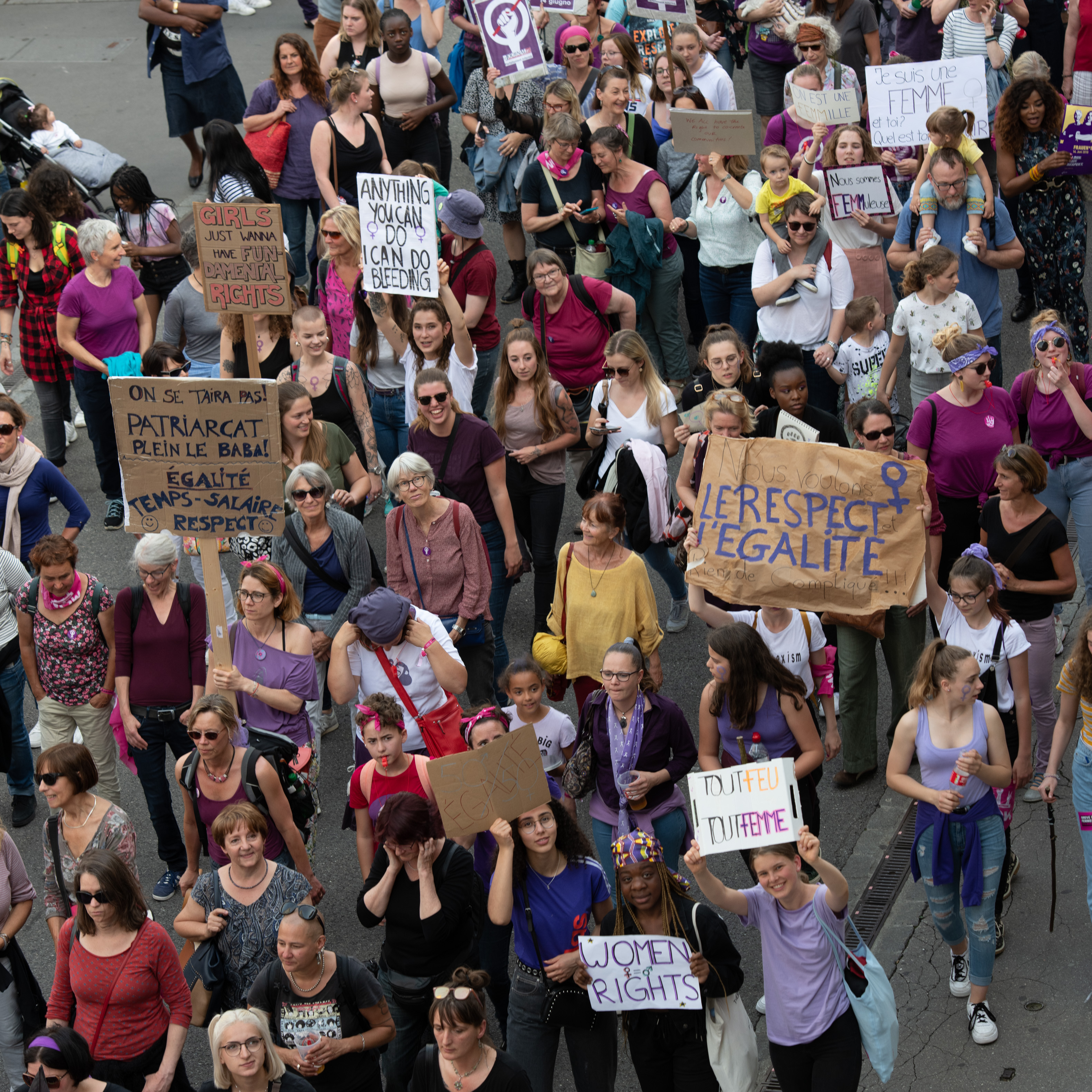
La Grève des femmes du 14 juin 2019 (Bienne, Suisse).

La principale faitière syndicale suisse est l'Union syndicale suisse, fondée en 1880 ; elle regroupe environ 50 % des syndiqués (en 2022). Travail.Suisse, fondé en 2002, regroupe environ 20 % des syndiqués (en 2022).
Selon l'Union syndicale suisse, les syndicats suisses comptaient 876 000 membres en 1990 (25 % de la population active), contre 661 000 en 2022 (18 % de la population active).

## Différents types
Le terme renvoie à différentes acceptions :
- Syndicat professionnel ou « interprofessionnel ». Les syndicats professionnels sont souvent organisés par branche d'activité et/ou par région et regroupés en fédération aux niveaux départemental, régional et national. On distingue :
  - syndicats de salariés,
  - syndicats patronaux,
  - syndicats des professions libérales dont les syndicats agricoles,
  - syndicats mixtes.
- Syndicat étudiant et lycéen.
- Syndicat de copropriétaires (gestion d'une copropriété) et également association syndicale de lotissement (gestion d'un lotissement) régis par des réglementations spécifiques,
- Syndicat communal, sous forme associative, pour la mutualisation d'intérêts communs au sein d'une commune (par exemple : Syndicat d'initiative)
- Syndicat intercommunal de mutualisation de moyens communaux (gestion des eaux, des ordures ménagères, des transports en commun…).
- Syndicat d'initiative. En France et en Suisse, Syndicat d'initiative pour le développement touristique (ancien nom de l'actuel office de tourisme à l'échelon local). En d'autres pays, il peut avoir une vocation différente (par exemple protection des intérêts locaux)
- Syndicat financier, groupement de banques chargées de placer des capitaux sur le marché financier.
- Le terme sert aussi parfois à désigner la Mafia, et on parle alors de Syndicat du crime (voir l'article sur la Prohibition).
- Dans le monde de la voile, on parle aussi de syndicat challenger, par exemple dans le cadre de la Coupe Louis-Vuitton[11].
- Les syndicats sont présents dans tous les pays, avec des degrés divers de liberté constitutionnelle :
  - voir Organisation internationale du travail.

## Spécificités
Accréditation
Alors qu'un syndicat doit dans son principe défendre ses membres, la place d'un syndicat d'employé est régie par des modalités spécifiques en Amérique du Nord. Cette dernière ne définit pas de représentativité syndicale : les syndicats doivent se faire « accréditer ». L’accréditation introduite aux États-Unis, par le National Labor Act de 1935 (ou loi Wagner / New deal de F.-D. Roosevelt). Elle a été promue pour favoriser de nouvelles relations sociales dans les sociétés, réduire des rapports sociaux alors considérés comme brutaux et favoriser la négociation collective. Pour être des interlocuteurs incontournables, les syndicats sont tenus de convaincre le « conseil national des relations du travail » de porter 50 % des employés de la société ou d’un soutien majoritaire. Ces conditions permet l’accréditation du syndicat par la commission après enquête.
La notion de syndicat peut exister à différents niveaux : société, branche, régional, national. Un groupe syndical pouvant être membre d'un groupe plus large à travers son appartenance à une union, une fédération ou une confédération.
Au Québec, un syndicat ne doit pas défendre seulement ses membres, mais aussi ses non-membres.